# Mattheus van Beveren

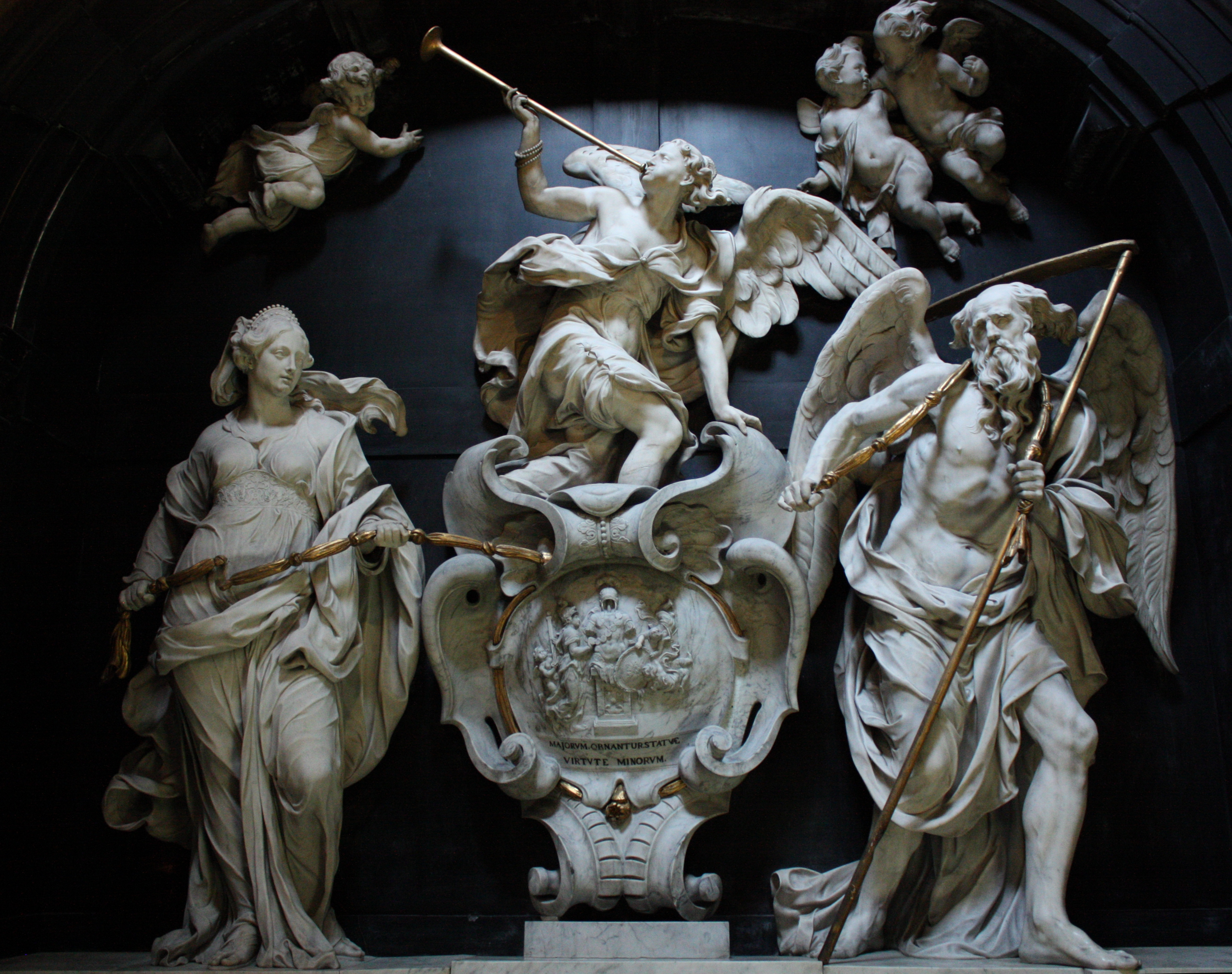
Virtud, Fama y Tiempo, capilla funeraria del Duque Lamoral de Thurn y Taxis

Mattheus van Beveren (1635 o 1636, Amberes - después del 21 de enero de 1696, Bruselas ) fue un escultor y medallista flamenco conocido principalmente por sus monumentales esculturas barrocas para iglesias y sus pequeñas esculturas de madera y marfil. También realizó medallas y diseños de troqueles para la Casa de la Moneda de Amberes.

## Vida
Los detalles sobre su vida son escasos. Se cree que nació en 1635 o 1636 ya que el 27 de marzo de 1686 testificó y declaró tener 50 años. Probablemente se formó con el escultor de Amberes Pieter Verbrugghen I. Se unió al gremio de San Lucas de Amberes en el año del gremio 1649/50. Fue tesorero del Gremio en las décadas de 1660 y 1670. Fue superintendente de la Casa de la Moneda de Amberes en las décadas de 1670 y 1680.

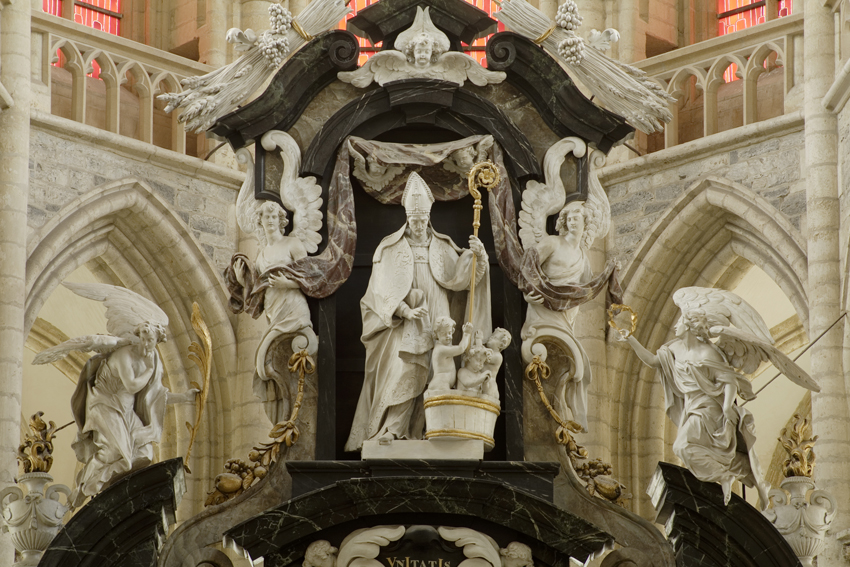
San Nicolás con niños en una tina flanqueada por ángeles, altar mayor, Iglesia de San Nicolás, Gante

Se casó con Cathlijne van Hoeck o van Haecken. Cayó gravemente enfermo en 1653 e hizo testamento el 8 de noviembre de 1653. Sobrevivió pero su esposa murió. Se casó por segunda vez en 1658. Con su segunda esposa, Suzanna Dooms, tuvo 2 hijas, Catharina y Anna Maria, y dos hijos, Judocus y Mattheus II, quienes se convirtieron en escultores. Catharina se casó con el pintor de bodegones de flores Nicolaes van Verendael.
Mattheus van Beveren dirigió un gran taller de escultura con una importante producción. En 1656 recibió el encargo de remodelar la casa "De Cijferboeck" en la calle Kerkhofstraat de Amberes. Esta casa era la residencia de Frans de Bie el Viejo, padre del pintor Erasmus de Bie. Fue muy reconocido por su trabajo artístico y sus aportaciones como instructor. Formó a varios alumnos, incluidos Jan Baptist Santvoort, Anthoni de Winter, Jan Baptist Doms, Peeter Libot y Petrus Bouttats.

## Obra

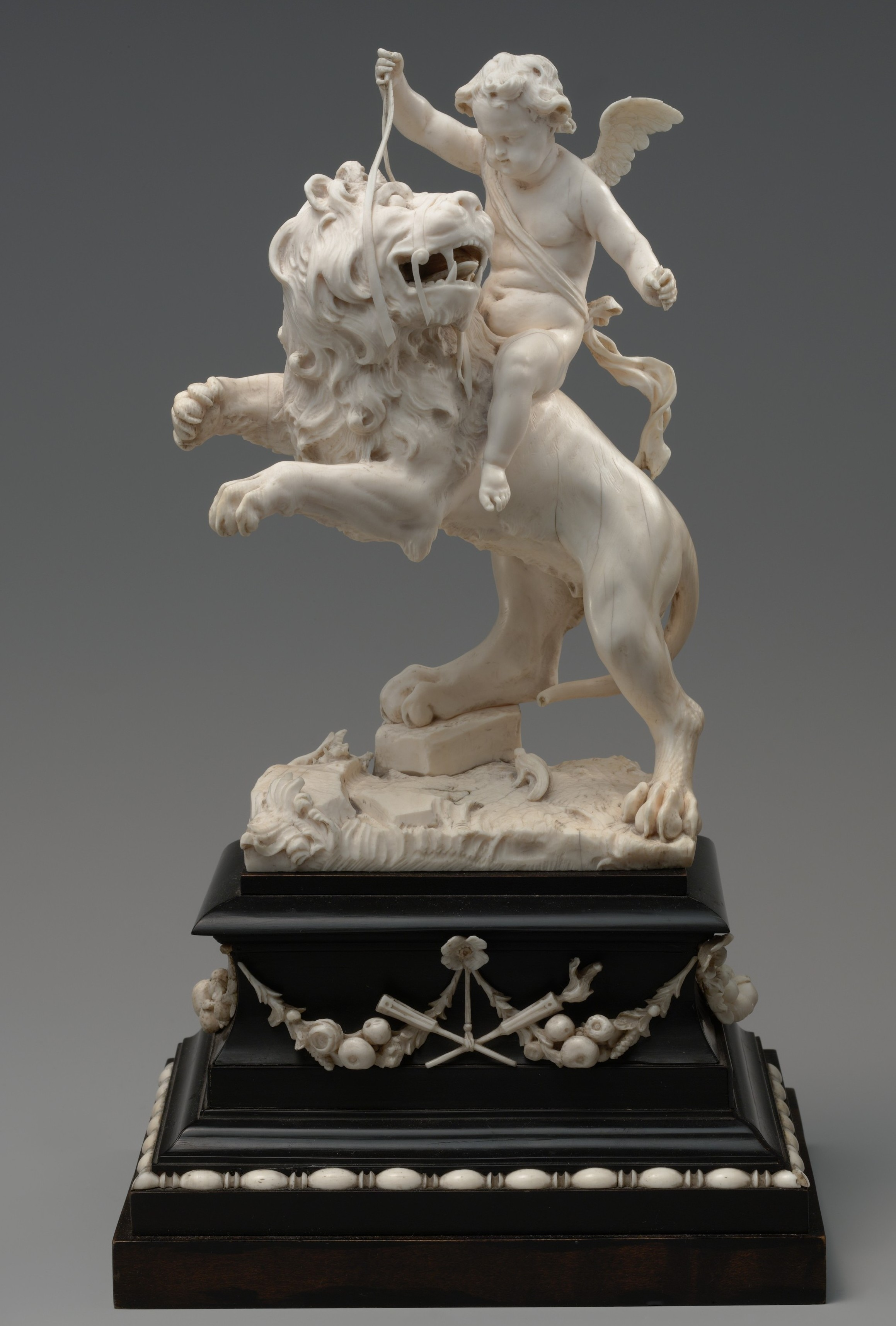
Cupido sobre un león

Van Beveren fue un artista versátil tanto en la temática de sus esculturas como en los materiales con los que trabajaba. Realizó obras monumentales en mármol, piedra y madera, así como obras a pequeña escala en madera, marfil y terracota. Además, fue medallista y realizó diseños de troqueles para la Casa de la Moneda de Amberes. El estilo de Van Beveren combina la tendencia clasicista de los escultores bruselenses Jerôme Duquesnoy (I) y su hijo François Duquesnoy con el realismo barroco de sus contemporáneos de Amberes Pieter Verbrugghen II y Artus Quellinus el Joven, más influidos por el estilo de Rubens.

Su temática fue principalmente religiosa, pero también trabajó en retratos y temas alegóricos. Un ejemplo de estos últimos es el grupo de figuras alegóricas que representan la Virtud, la Fama y el Tiempo, creadas para la capilla funeraria del duque Lamoral de Thorn y Taxis (en la iglesia de Nuestra Señora de Zavel, en Bruselas), del que se conserva un modelo en terracota en los Reales Museos de Bellas Artes de Bélgica, en Bruselas. Ejecutó el altar mayor de la iglesia de San Nicolás en Gante. Colaboró con algunos de los principales escultores flamencos en la ejecución de grandes esculturas religiosas. Ayudó a Lucas Faydherbe con el altar mayor de madera pintada y piedra en la Catedral de San Rumoldo en Malinas. Hizo un trono de ángel para la catedral de Amberes (1659-1660) según un diseño de Artus Quellinus el Joven.
Sus diseños fueron utilizados por su gran taller y por otros artistas contemporáneos en la creación de numerosas esculturas. El escultor bruselense Jan Cosyns, por ejemplo, esculpió las estatuas de mármol para la capilla funeraria del duque Lamoral de Thurn y Taxis siguiendo un diseño de van Beveren.
Matheus van Beveren era conocido por sus obras a pequeña escala y, en particular, por sus esculturas de marfil. Hermosos ejemplos son el Cupido sobre un león en el Museo Metropolitano de Arte y el Maria Apocalyptica en el Rijksmuseum. Él y su taller utilizaron a menudo cuadros de Rubens como modelos para numerosos crucifijos de marfil.
También fabricó medallas, como muestra el modelo de terracota para un medallón con el retrato de Anthony van Dyck. Además, realizó diseños de troqueles para la Casa de la Moneda de Amberes.

## Obras seleccionadas
- 1665: Monumento del pilar de Gaspard Boest en la iglesia de Santiago en Amberes.
- 1677-1678: altar mayor de la iglesia de San Nicolás en Gante.
- 1678: Monumento funerario de mármol para Lamoral Claude-François, conde de Thurn y Taxis en la iglesia de Nuestra Señora de Zavel en Bruselas.
- 1680 ca.: La Virgen y el Niño con María y San Juan Evangelista, marfil, Rijksmuseum, Ámsterdam.
- 1681-1684: Púlpito de madera de la Iglesia de Nuestra Señora en Dendermonde.
- Puertas de roble para la entrada al monasterio agustino de Tienen.[11]

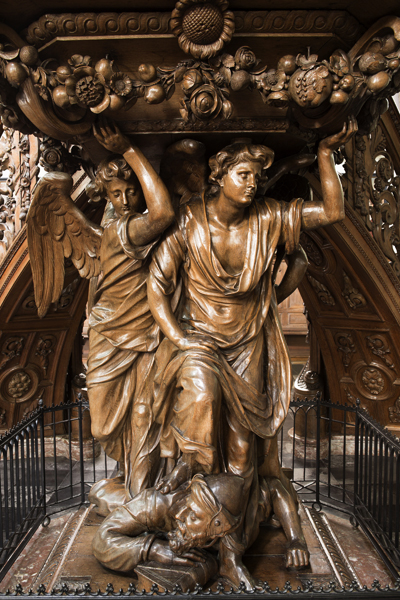
Púlpito (Dendermonde)
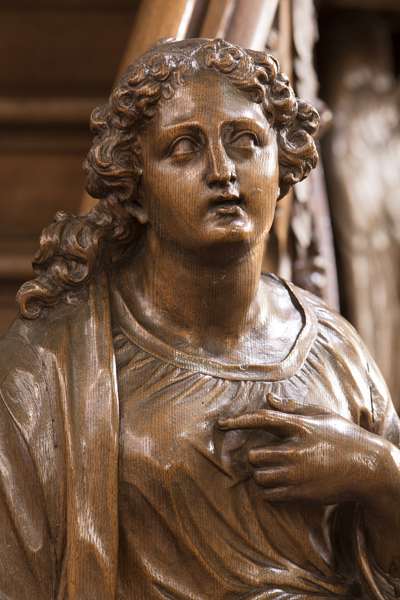
Detalle
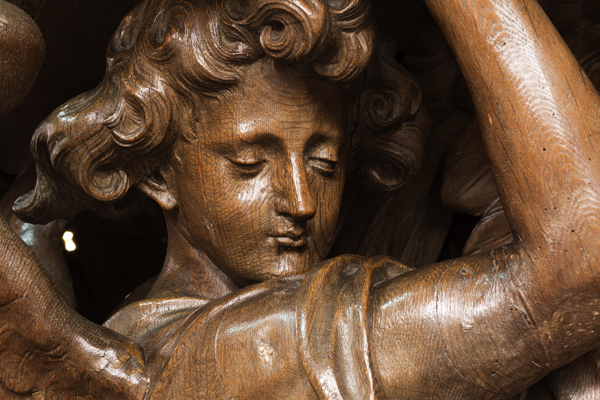
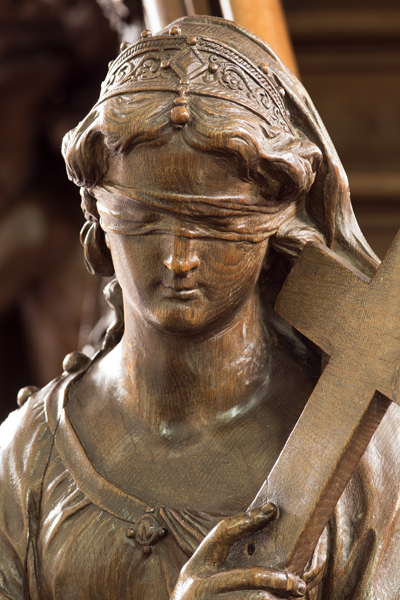